# Čeľadice
Čeľadice es un municipio del distrito de Nitra en la región de Nitra, Eslovaquia, con una población estimada a final del año 2024 de 1109 habitantes.
Se encuentra ubicado en el centro-oeste de la región, en el valle del río Nitra (cuenca hidrográfica del Danubio) y cerca de la frontera con la región de Trnava.

## Demografía
| Año        | 1994 | 2004    | 2014     | 2024     |
| ---------- | ---- | ------- | -------- | -------- |
| Población  | 786  | 762     | 930      | 1109     |
| Diferencia |      | −3,05 % | +22,04 % | +19,24 % |

| Año        | 2023 | 2024    |
| ---------- | ---- | ------- |
| Población  | 1075 | 1109    |
| Diferencia |      | +3,16 % |